# Chiesa di San Lorenzo (Ala)
La chiesa di San Lorenzo è una chiesa cattolica situata a Ronchi, frazione del comune di Ala, in provincia di Trento; già curazia, è ora sussidiaria della parrocchiale di Santa Maria Assunta di Ala e fa parte dell'arcidiocesi di Trento.

## Storia

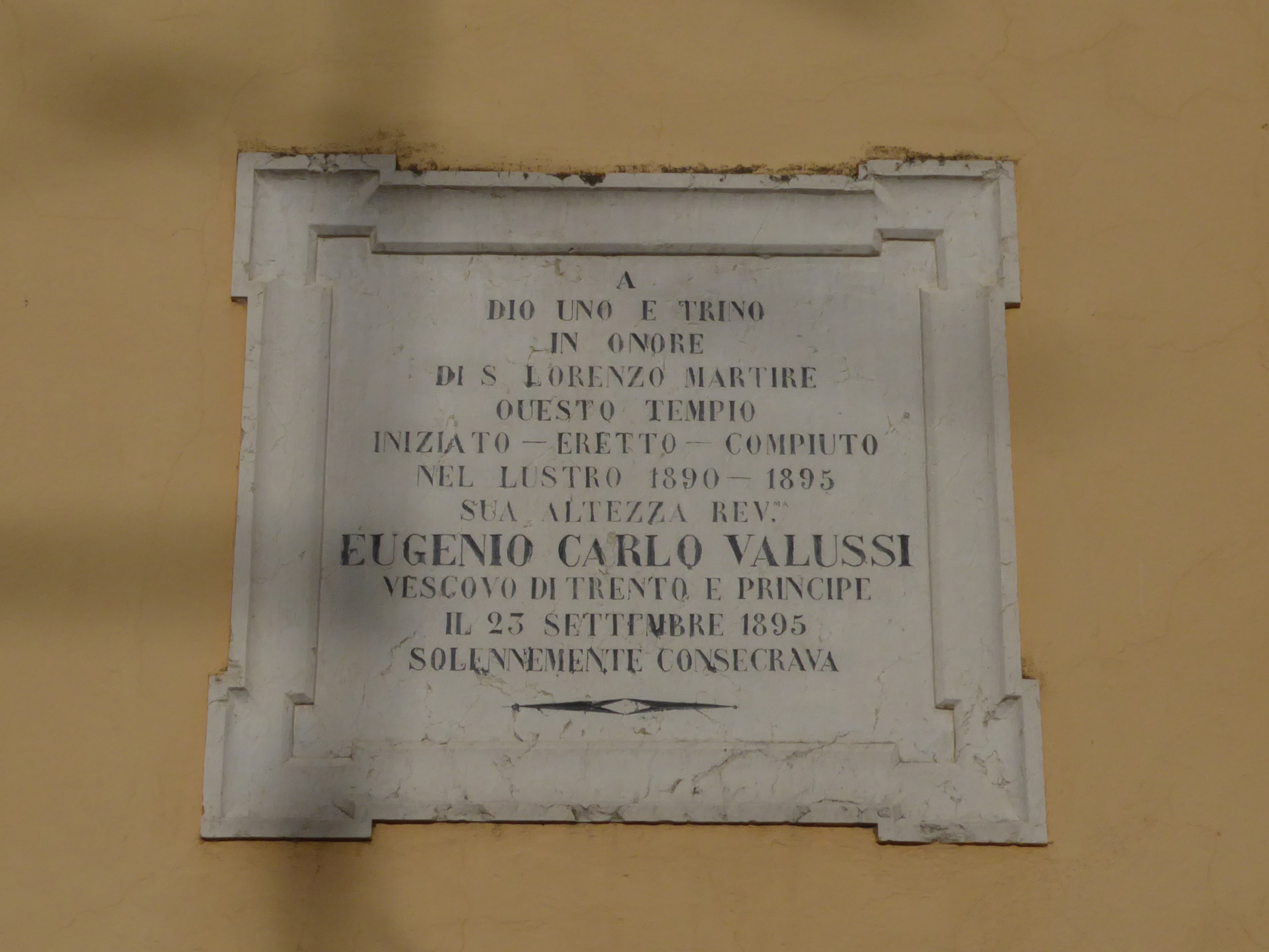
Targa sulla facciata in memoria della consacrazione del 23 settembre 1895

Una prima chiesa a Ronchi esisteva certamente nel 1499, anno in cui venne consacrata da Francesco De la Chiesa, vescovo suffraganeo di Trento; essa venne ricostruita tra il 1889 e il 1892, e quindi nuovamente consacrata dall'arcivescovo di Trento Eugenio Carlo Valussi il 23 settembre 1895. Nel 1908 venne rialzato il campanile, e nel 1984 l'edificio venne sottoposto a restauro.
Per la cura delle anime, la comunità di Ronchi (così come gli altri centri abitati della valle dei Ronchi) è sempre stata dipendente da Ala; la chiesa venne nominata ufficialmente curaziale della pieve di Ala nel 1756, e non raggiunse mai la dignità di parrocchiale (anche se, con gli anni, ne acquisì virtualmente tutte le caratteristiche); tuttora è inquadrata come sussidiaria della parrocchia di Santa Maria Assunta di Ala.

## Descrizione

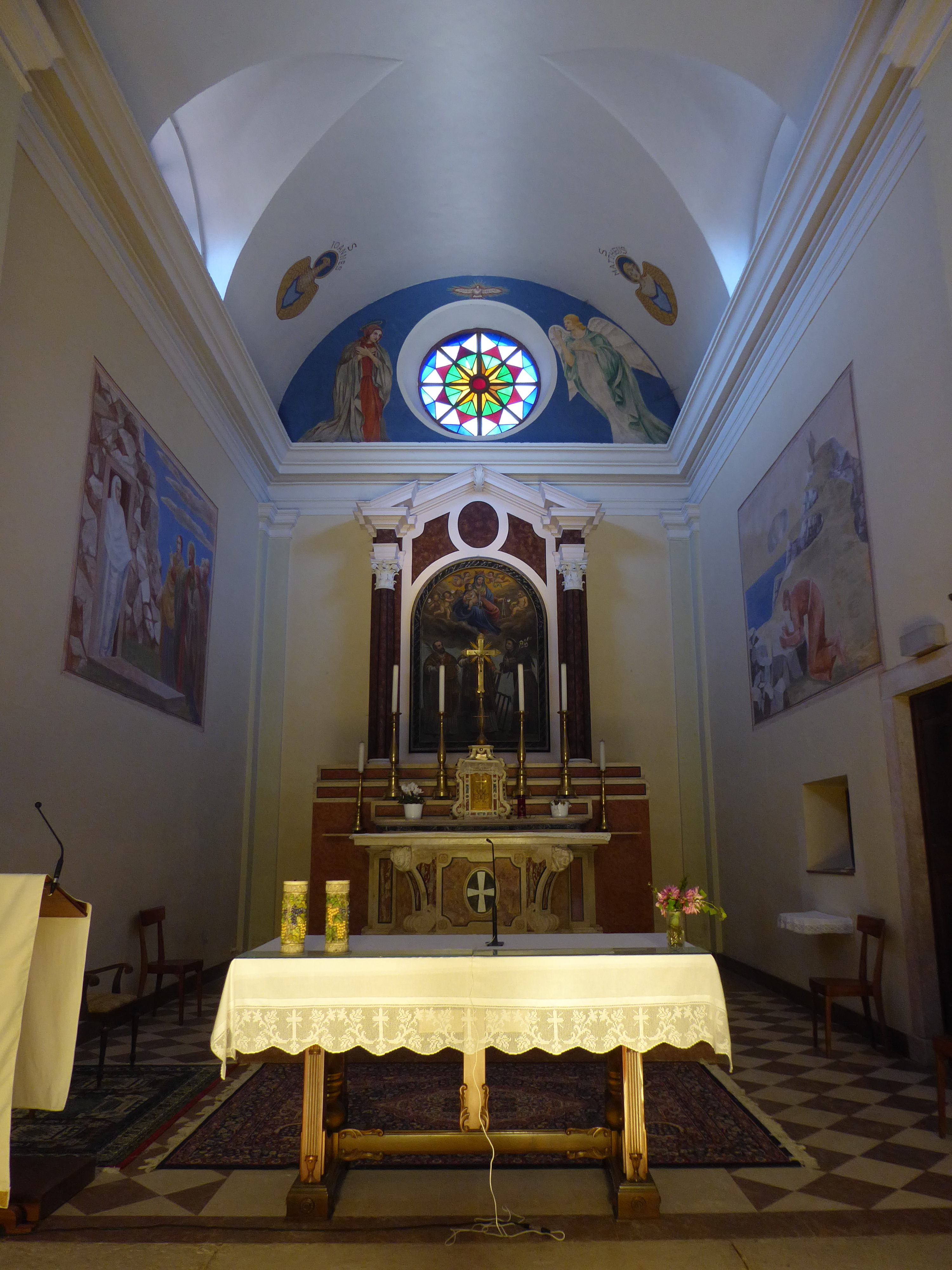
Presbiterio

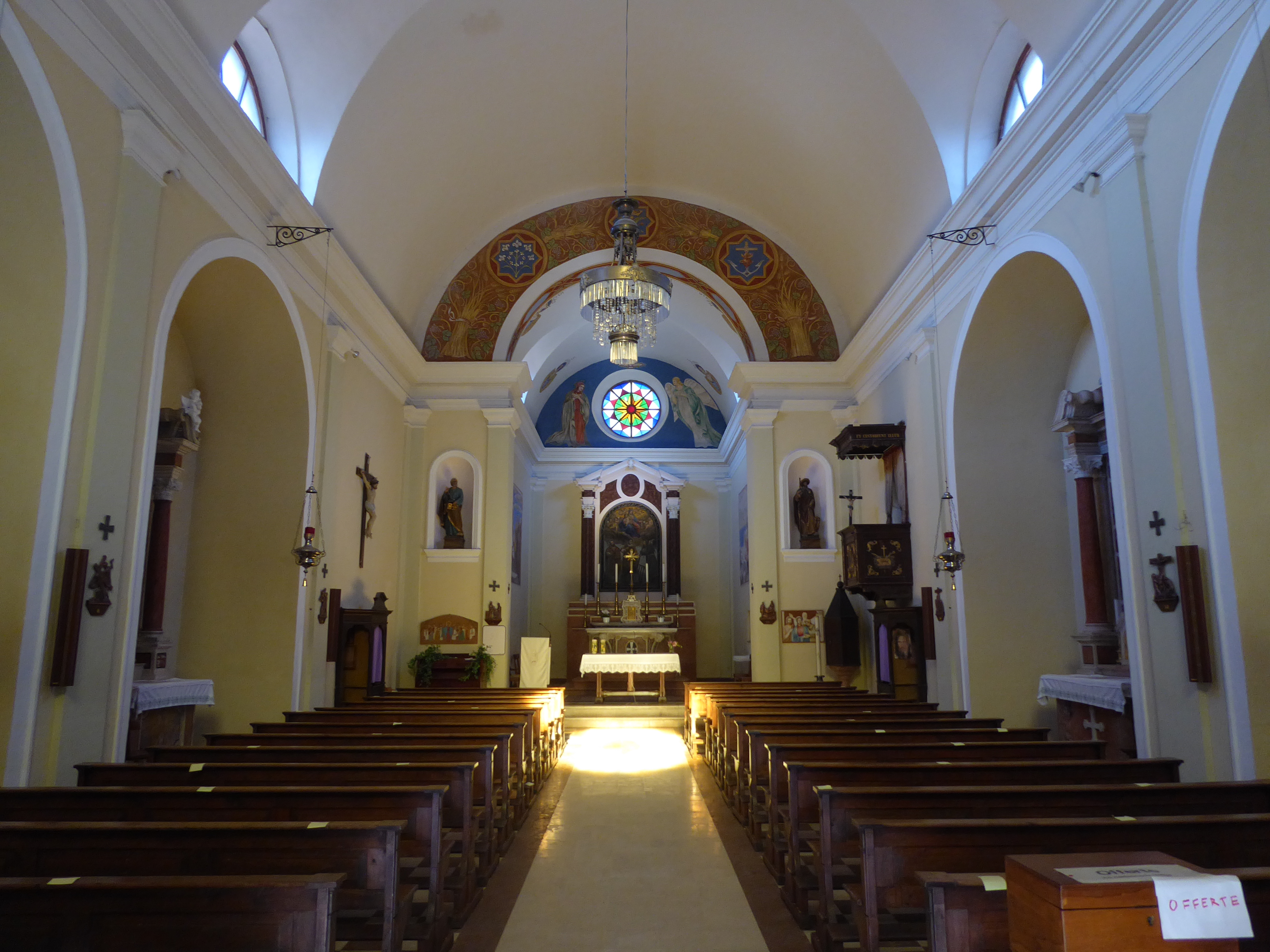
Interno

### Esterno
La chiesa si trova al centro dell'abitato di Ronchi, stretta all'interno di una fila di abitazioni. Si presenta con facciata a capanna, delimitata ai lati da due lesene angolari; in basso al centro emerge un piccolo avancorpo a fornice centinato che ospita il portale d'ingresso architravato, rinserrato da pilastri e coperto da un tettuccio a due falde. Sono presenti due oculi, uno grande al centro del prospetto, e uno più piccolo sotto il colmo del tetto.
A destra della facciata, lievemente più arretrato, si eleva il campanile a base quadrata, dotato di orologio e cella campanaria a quattro monofore, sormontato da un tamburo ottagonale con cupolino a bulbo. La chiesa è caratterizzata sui fianchi dai volumi emergenti delle cappelle laterali, e termina con un presbiterio rettangolare, al quale è addossata sul lato destro la sagrestia.

### Interno
L'interno è pavimentato in pietra (tranne nelle cappelle laterali, dove è in mattonelle di cemento) e voltato a lunetta; è composto da una navata unica, suddivisa da lesene in quattro campate: nelle due centrali si aprono arcate a tutto sesto che introducono a delle cappelle laterali profonde quanto basta per ospitare degli altari. Un cornicione marcapiano in stucco modanato percorre tutto il perimetro interno, raccordando la navata con il presbiterio. Oltre che dall'oculo maggiore della facciata, l'interno della chiesa è illuminato da sei grandi finestre a lunetta (quattro nelle campate centrali della navata e due nel presbiterio), e da un altro oculo sulla parete di fondo.
La controfacciata, l'arco santo e le pareti del presbiterio sono ornati da dipinti murali; l'altare maggiore, in marmo, conserva una pala settecentesca.